# International Association for the History of Religions
Die International Association for the History of Religions (IAHR) (deutsch „Internationale Vereinigung für die Geschichte der Religionen“) ist ein Dachverband der nationalen und regionalen Verbände für das akademische Studium der Religion. Er ist Mitglied des „Conseil International de la Philosophie et des Sciences Humaines“ (CIPSH) unter Schirmherrschaft der UNESCO.

## Geschichte
Die IAHR wurde anlässlich des 7. Internationalen Kongresses der Geschichte der Religionen im Jahre 1950 in Amsterdam (Niederlande) gegründet. Während des IAHR-Weltkongresses in Tokio, Japan, im Jahre 2005 wuchs die IAHR auf 37 nationale und 5 regionale Verbände.

## Organisation
Die IAHR besteht aus der alle fünf Jahre einberufenen Generalversammlung aller Mitglieder, aus dem Internationalen Komitee und dem Executive Committee. Das Internationale Komitee tagt alle 2½ Jahre und besteht aus zwei stimmberechtigten Delegierten aus jedem der nationalen oder regionalen Verbände. Es wählt den 12-köpfigen Vorstand und gibt Empfehlungen zu Fragen von Bedeutung für die IAHR.
Als solche ist die IAHR das wichtigste internationale Forum für das kritische, analytische und kulturübergreifende Studium der Religion in Geschichte und Gegenwart. Die IAHR ist kein Forum für konfessionelle, apologetische oder ähnliche Bedenken.